# Rebedajliwka
Rebedajliwka (ukr. Ребедайлівка) – wieś na Ukrainie, w obwodzie czerkaskim, w rejonie czerkaskim, w hromadzie Mychajliwka. W 2001 liczyła 1083 mieszkańców, spośród których 1062 wskazało jako ojczysty język ukraiński, a 21 rosyjski.